# Quilapayún
Quilapayún  (испанское произношение: [kilapaˈʝun], от мап. Quila-Payún — три бородача)  —  музыкальная фолк-группа из Чили.
Один из  старейших и влиятельных представителей музыкального  движения Nueva canción. Сформированная в середине 1960-х годов, группа стала неразрывна с революцией, произошедшей в популярной музыке страны при  правительстве  Сальвадора Альенде. Именно они являются первыми исполнителями песни El pueblo unido jamás será vencido. После свержения Альенде и захвата власти военной хунтой во главе с Пиночетом музыканты стали одним из рупоров протеста против диктатуры. С момента своего образования и за пятьдесят с лишним лет своей истории как в Чили, так и в течение длительного периода изгнания во Францию   группа претерпела изменения в своём составе, а также в предмете и содержании своего творчества. Споры о непримиримых разногласиях   нынешнего и бывшего директоров коллектива привело к разделению на две разные группы — в Чили (Quilapayún-Histórico) и во Франции (Quilapayún-France).

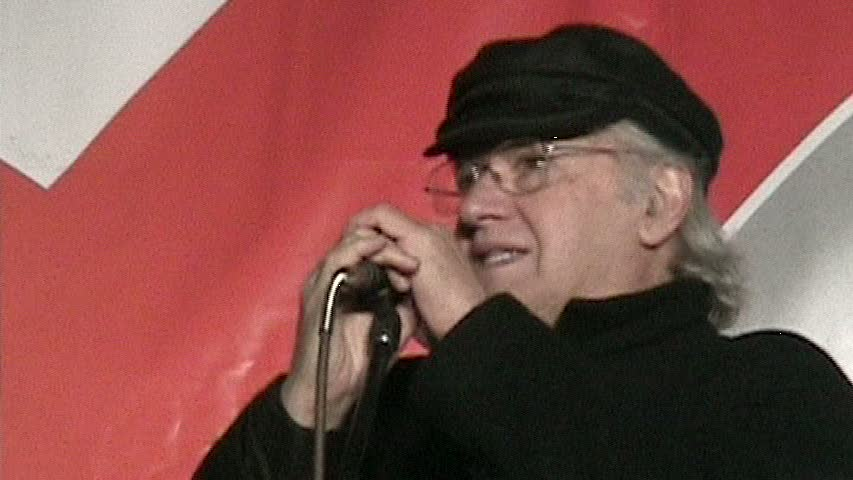
Эдуардо Карраско — один из основателей группы, её директор с 1969 по 1989 год

## Дискография
- Quilapayún (1966)
- Canciones folklóricas de América (1967) (совместно с Виктором Харой)
- X Vietnam (1968)
- Quilapayún Tres (1968)
- Basta (1969)
- Quilapayún Cuatro (1970)
- Cantata Santa María de Iquique (1970) (совместно с Эктором Дювошелем)
- Vivir como él (1971)
- Quilapayún Cinco (1972)
- La Fragua (1973)
- El pueblo unido jamás será vencido (Yhtenäistä Kansaa Ei Voi) (1974)
- El Pueblo Unido Jamás Será Vencido (1975)
- Adelante (1975)
- Patria (1976)
- La marche et le drapeau (1977)
- Hart voor Chili  (1977)
- Cantata Santa María de Iquique (1978)
- Umbral (1979)
- Darle al otoño un golpe de ventana... (1980)
- La revolución y las estrellas (1982)
- Tralalí Tralalá (1984)
- Survarío (1987)
- Los tres tiempos de América (1988) (совместно с Паломой Сан-Басилио)
- Latitudes  (1992)
- Al horizonte (1999)
- Siempre  (2007)
- Solistas (2009)
- Encuentros (2013)